# Eduard-Wallnöfer-Zentrum
Das Eduard-Wallnöfer-Zentrum (EWZ, auch Tilak Competence Center, TCC) ist ein Universitäts- und Forschungszentrum in der Stadtgemeinde Hall in Tirol im Bezirk Innsbruck-Land, Tirol. Der Fokus liegt auf medizinischer Innovation.

## Geographie
Das Eduard-Wallnöfer-Zentrum liegt knapp 9 Kilometer östlich von Innsbruck, am Nordostrand der Stadt Hall bei Schönegg, direkt an das Landeskrankenhaus Hall angrenzend. Das Areal umfasst etwa 7 Hektar Parkfläche, und – in der 1. Baustufe um 2003 mit zwei Baukomplexen – 25.000 m² Gebäudefläche. Dazu kommen noch einige Gebäude bis zur Aichatstraße (Psychiatrie).

## Geschichte und Organisation
Hall in Tirol ist seit 1342 Krankenhausort, mit dem Spital zum Heiligen Geist am Unteren Stadtplatz, ab 1845 am Damenstift, das 1911 auf das erworbene Knollanwesen übersiedelte (Allgemeines Bezirkskrankenhaus Hall BKH). Angrenzend in der Thurnfeldgasse befand sich seit 1830 die k. k. Irrenanstalt Hall in Tirol (später Psychiatrisches Krankenhaus PKH). Beide Landeskrankenhäuser (BKH, PKH) der damaligen Tiroler Landeskrankenanstalten, inzwischen Tirol Kliniken, wurden 2011 zum Landeskrankenhaus (LKH) zusammengelegt.
Oktober 2001 war in Innsbruck die Private Universität für Medizinische Informatik und Technik Tirol (heute für Gesundheitswissenschaften, Medizinische Informatik und Technik UMIT) als Tochter des Landes Tirol gegründet worden. Tirol hatte vorher keine eigenen Medizinuniversität besessen, parallel wurde aber 2004 aus der renommierten Medizinischen Fakultät der Universität Innsbruck die Medizinische Universität Innsbruck (I-MED) geschaffen, wodurch es zwei Lehrstätten gab. Daher wurde beschlossen, die UMIT nach Hall zu übersiedeln, um ein Innovationszentrum für Medizintechnik und -informatik aufzubauen.
Spatenstich war im Frühjahr 2003, nach 18 Monaten Bauzeit erfolgte am 26. Oktober
2004 die offizielle Eröffnung des Eduard-Wallnöfer-Zentrums. Investiert wurden in die erste Bauphase etwa 2,5 Millionen Euro. Benannt ist die Anlage nach Eduard Wallnöfer (1913–1989), langjährigem Landeshauptmann von Tirol, dem es nach Ende des Zweiten Weltkrieges gelungen war, seine NSDAP-Angehörigkeit zu verschleiern; diese ist erst 2005 wieder bekannt geworden.
Zum Wintersemester 2004/2005 zog die UMIT auf den neuen Campus. Zu Beginn wurden hier die
Studien der Biomedizinischen Informatik, der Gesundheitswissenschaften sowie ein Lehrgang für Katastrophen- und Krisenmanagement angeboten – Hall ist neben Innsbruck auch ein zentraler Flugrettungsstandort. Das LKH wurde zu einem akademischen Lehrkrankenhaus erweitert. Parallel wurde auch das Ausbildungszentrum West für Gesundheitsberufe (AZW) der Tirol-Kliniken als zweiter Standort begründet.
Seit 2006 ist auch eine Abteilung des Austrian Institute of Technology AIT (Forschungszentrum Seibersdorf) stationiert.
Das Zentrum wurde ein wichtiger Partner im österreichischen Krebsforschungsprogramm Oncotyrol in Innsbruck, dem COMET K1-Kompetenzzentrum für Krebsmonitoring und Genomforschung, und setzt mit der Europa-Akademie (EURAK) zunehmend auf internationale Projekte.
2010 war die UMIT von einer Qualitätskrise betroffen, als der Akkreditierungsrat einem Studiengang die Bewilligung entzog, und über mangelnde Qualität der Dissertationen berichtet wurde.
Um 2012 sind etwa 1000 Studierende an der UMIT eingeschrieben, und an die 100 Wissenschaftler, Professoren, Gastprofessoren und Ausbildner, sowie weitere etwa 50 Mitarbeiter tätig.
Betrieben wird der Campus – die Infrastrukturprojekte – von der TCC Errichtungs- und Betriebsgesellschaft mbH (TCC E&B, TILAK Competence Center), die zu 51-%-Besitz der Tirol Kliniken GmbH und zu 49 Prozent-%-Besitz der UMIT-Holdingsgesellschaft steht, beides Landestöchter.

## Ansässige Institutionen und Infrastruktur
Am Eduard-Wallnöfer-Zentrum finden sich folgende wissenschaftliche und wirtschaftliche Institutionen (Auswahl, Stand 4/2013):
- UMIT TIROL - Private Universität für Gesundheitswissenschaften und -technologie:[# 2]
  - Studienrichtungen: Mechatronik, Gesundheitswissenschaften, Pflegewissenschaft, Psychologie
  - EURAK Europa-Akademie für Health Professionals – Physiotherapie[# 5]
- AZW Ausbildungszentrum West für Gesundheitsberufe (TILAK) – diverse Diplomlehrgänge für Pflegeberufe und Medizinische Assistenzberufe[# 3]
- AIT Austrian Institute of Technology – Arbeitsgruppe der Safety & Security Division, Sicherheitsforschung[# 4]

- Culinarium Restaurant und Mensa (Thurnfeldgasse, vom LKH betrieben)[11] U.ZWEI cafe.bar
- Studentenheim - Campus Hotel (140 Zimmern, 12 Studentenwohnungen, TCC Studentenheim GmbH)[# 6]
- Kinderhort KIDS
- Park mit Sport- und Fußballplatz
- 250 Tiefgaragenplätze

## Architektur
Das Zentrum zeichnet sich durch eine auffallende Architektur der Moderne aus, die in den alten Baumbestand des Parks eingebettet ist. Sie stammt vom Team henke und schreieck (Dieter Henke, Marta Schreieck)
Das Gebäude Nr. 1, das Hauptgebäude an der Südostecke des Areals, ist ein mächtiger Atriumbau, auf quadratischem Grundriss mit 60 Meter Kante, durch die Hanglage teils drei-, teils viergeschoßig (Park- und Straßenniveau). Die Fassade ist rundum in geschoßhohen Sonnenschutzlamellen geschlossen, und durch einige Einschnitte in der Korpus eröffnet. Der Innenraum ist nüchtern, die großzügige Aula erschließt die Institutstrakte, das Atrium, und verbindet zweigeschoßig die beiden Eingangsniveaus. Das Forum im Erdgeschoß des Innenhofs ist mit Glas überdacht.
Studentenheim und Kindergarten bilden Bau Nr. 2 nördlich, ebenfalls ein nach außen geschlossener Vierkanter, der offene Innenhof mit Freitreppe und -terrassen. Die Gemeinschaftsräume liegen an der durchgehend verglasten Innenwand und erlauben durchgehenden Sichtkontakt, die Zimmer wenden sich nach außen, mit Blick in die Landschaft.
Die zweite Bauetappe (Competence Center, westlich des Hauptgebäudes, zum LKH hin) ist in Planung und soll vom selben Architekturbüro erarbeitet werden.

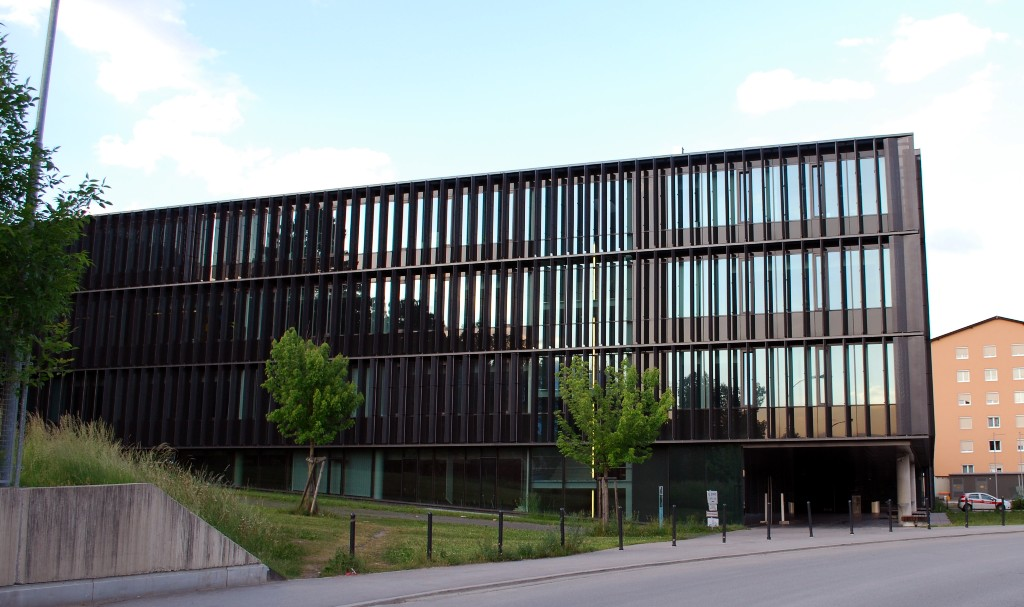
Eduard-Wallnöfer-Zentrum 1/UMIT, Fassade
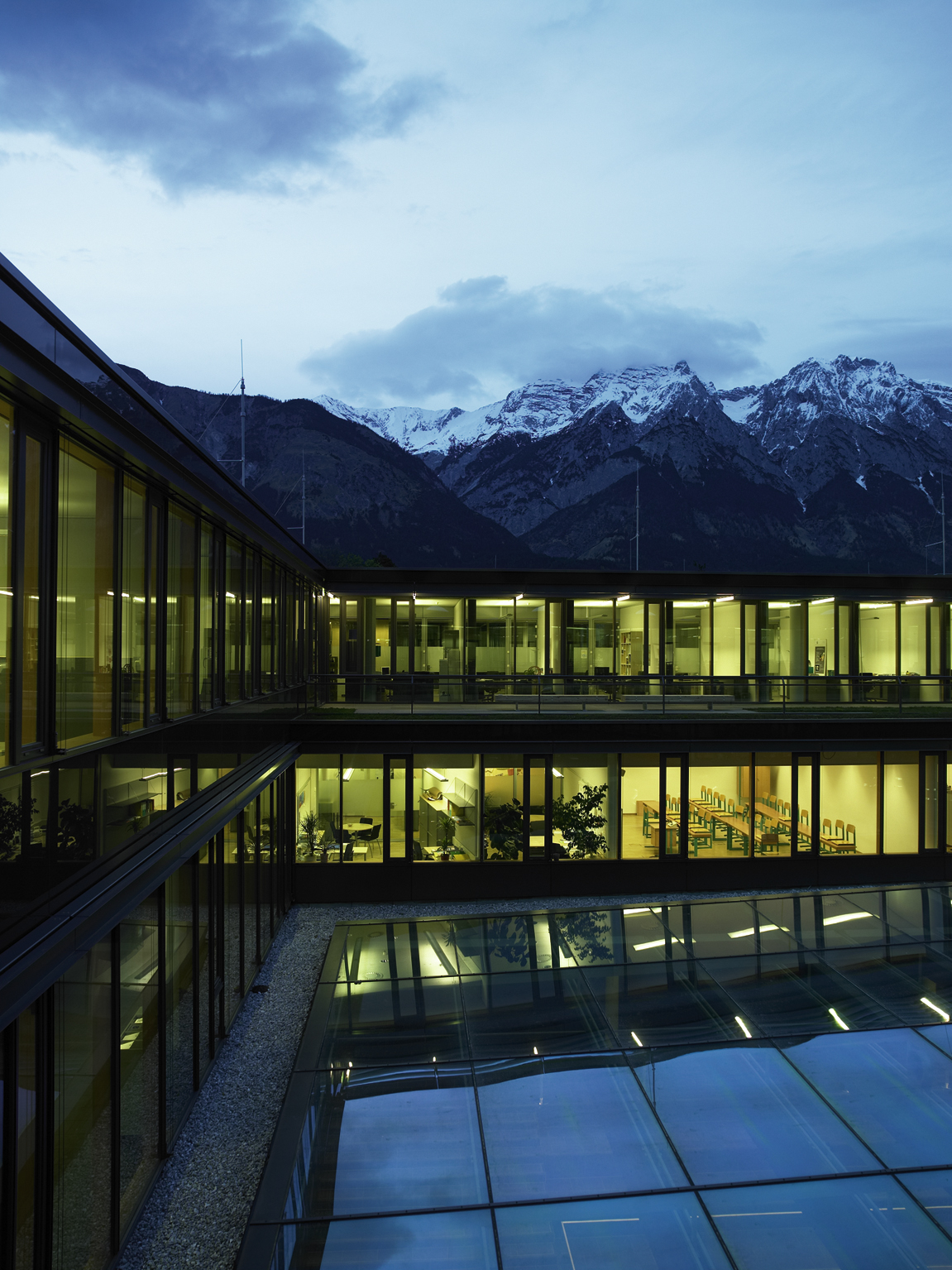
Innenbereich mit Überdachung